# Club Atlético Ferro Carril Oeste
O Club Atlético Ferro Carril Oeste, também conhecido como Ferro Carril Oeste de General Pico ou Ferro de La Pampa, é um clube esportivo argentino da cidade de General Pico, na província de La Pampa. Foi fundado em 24 de junho de 1934, suas cores são o verde (predominante) e o branco (detalhes).
Entre as muitas atividades esportivas praticadas no clube, a principal é o futebol, onde atualmente sua equipe masculina participa do Torneo Federal A, a terceira divisão do futebol argentino para as equipes indiretamente afiliadas à Associação do Futebol Argentino (AFA), sendo representante da Liga Pampeana de Fútbol ante o Conselho Federal do Futebol Argentino (CFFA).[carece de fontes?] Além do futebol, são praticados no clubes os seguintes esportes: basquete, bochas, cesto, hóquei sobre a grama, karatê, natação, patins, tênis e vôlei.
Seu estádio de futebol é o Coloso del Barrio Talleres, que fica no bairro Talleres, da cidade pampeana General Pico, de onde provêm o seu nome. A praça esportiva foi inaugurada em 13 de novembro de 1983 e atualmente conta com capacidade aproximada para 11.000 torcedores.
O clube nasceu como Club Sportivo Costanero e tinha como finalidade a prática esportiva entre os jovens, que foram inclusive, os doadores do capital inicial da instituição. Estimulado pelo futebol, o clube do bairro Talleres foi ganhando espaço na comunidade e com pouco tempo de vida viria a fundir-se com uma outra entidade do bairro, o Club Talleres. Em 4 de julho de 1934, numa assembleia conjunta de ambas as instituições, nasceu o Club Atlético Ferro Carril Oeste, nome adotado até os dias de hoje.